# Marc Anthony
Marco Antonio Muñiz (New York, 16 september 1968), beter bekend als Marc Anthony, is een Puerto Ricaans-Amerikaans singer-songwriter en acteur. Hij is de bestverkochte salsa-artiest aller tijden. Met vier Grammy Awards, acht Latin Grammy Awards en negenentwintig Lo Nuestro Awards (de meeste voor een mannelijke artiest), heeft hij wereldwijd meer dan 12 miljoen albums verkocht.

## Biografie
Muñiz werd vernoemd naar de Mexicaanse zanger Marco Antonio Muñiz. Ter onderscheid nam hij voor zijn eigen muzikale carrière de artiestennaam Marc Anthony aan.
Anthony begon zijn carrière in 1988 met het inzingen van hiphop- en housenummers. Hij sloeg in eerste instantie het aanbod af om een salsaplaat te maken, maar veranderde snel van gedachten toen hij tijdens een taxirit een nummer hoorde van de Mexicaanse zanger Juan Gabriel. In 1993 verscheen zijn Spaanstalige debuutalbum Otra nota, met daarop de salsaversie van Breads Make it with you. In 1994 nam hij met zangeres La India het duet Vivir nuestro op, waarna ze beiden uitgroeiden tot stadionacts in de Latijns-Amerikaanse landen. 
In de late jaren negentig brak Anthony door bij het poppubliek; hij verleende zijn medewerking aan Paul Simons Song from the Capeman en nam voor de soundtrack van de film The Mask of Zorro een duet op met Tina Arena: de ballad I want to spend my lifetime loving you. Solo scoorde Anthony grote internationale hits als I need to know en You sang to me. Als acteur speelde hij onder andere een rol in de film Man on fire, en gaf hij in El Cantante gestalte aan de in 1993 overleden salsazanger Hector Lavoe.
In 2004 trouwde Anthony met zangeres Jennifer Lopez, met wie hij een zoon en een dochter kreeg. Dit huwelijk hield zeven jaar stand. Het stel nam twee succesvolle duetten op: No me ames en Espacémonos.
In 2009 en 2012 was hij aanwezig op het internationaal songfestival van Viña del Mar in Chili, het belangrijkste songfestival van Latijns-Amerika. In 2011 scoorde hij een wereldwijde hit met Rain over me, een samenwerking met rapper Pitbull. In 2012 was Anthony jurylid in de Amerikaanse versie van The X-Factor.
In 2013 verscheen het studioalbum 3.0 met de hit Vivir mi vida, een salsabewerking van Khaleds C'est la vie. In 2017 was Anthony te horen op de salsaversie van Felices los 4 van de Colombiaanse zanger Maluma.
In 2023 kreeg Anthony een ster op de Hollywood Walk of Fame.

## Discografie

### Albums
| Album met eventuele hitnotering(en) in de Nederlandse Album Top 100 | Datum van verschijnen | Datum van binnenkomst | Hoogste positie | Aantal weken | Opmerkingen |
| ------------------------------------------------------------------- | --------------------- | --------------------- | --------------- | ------------ | ----------- |
| Marc Anthony                                                        | 1999                  | 13-11-1999            | 11              | 33           | Goud        |
| Mended                                                              | 21-05-2002            | 06-07-2002            | 28              | 11           |             |
| 3.0                                                                 | 19-07-2013            | 03-08-2013            | 59              | 1            |             |

| Album met hitnotering(en) in de Vlaamse Ultratop 200 albums | Datum van verschijnen | Datum van binnenkomst | Hoogste positie | Aantal weken | Opmerkingen |
| ----------------------------------------------------------- | --------------------- | --------------------- | --------------- | ------------ | ----------- |
| Marc Anthony                                                | 1999                  | 19-08-2000            | 34              | 11           |             |
| Mended                                                      | 21-05-2002            | 06-07-2002            | 30              | 10           |             |
| 3.0                                                         | 19-07-2013            | 03-08-2013            | 185             | 1            |             |

### Singles
| Single met eventuele hitnotering(en) in de Nederlandse Top 40 | Datum van verschijnen | Datum van binnenkomst | Hoogste positie | Aantal weken | Opmerkingen                                 |
| ------------------------------------------------------------- | --------------------- | --------------------- | --------------- | ------------ | ------------------------------------------- |
| I want to spend my lifetime loving you                        | 25-09-1998            | 09-01-1999            | 4               | 17           | met Tina Arena / Nr. 4 in de Single Top 100 |
| I Need to Know                                                | 15-08-1999            | 30-10-1999            | 14              | 11           | Nr. 18 in de Single Top 100                 |
| You sang to me                                                | 1999                  | 13-05-2000            | 3               | 20           | Goud / Nr. 2 in de Single Top 100           |
| When I dream at night                                         | 26-09-2000            | 23-09-2000            | tip3            | -            | Nr. 61 in de Single Top 100                 |
| Tragedy                                                       | 08-10-2001            | 17-11-2001            | tip18           | -            | Nr. 78 in de Single Top 100                 |
| I've got you                                                  | 2002                  | 08-06-2002            | tip4            | -            | Nr. 44 in de Single Top 100                 |
| She mends me                                                  | 09-12-2002            | -                     |                 |              | Nr. 100 in de Single Top 100                |
| Rain over me                                                  | 28-09-2011            | 20-08-2011            | 16              | 10           | met Pitbull / Nr. 17 in de Single Top 100   |
| La gozadera                                                   | 01-05-2015            | 08-08-2015            | tip3            | -            | met Gente de Zona                           |

| Single met hitnotering(en) in de Vlaamse Ultratop 50 | Datum van verschijnen | Datum van binnenkomst | Hoogste positie | Aantal weken | Opmerkingen                 |
| ---------------------------------------------------- | --------------------- | --------------------- | --------------- | ------------ | --------------------------- |
| I want to spend my lifetime loving you               | 25-09-1998            | 02-01-1999            | 34              | 7            | met Tina Arena              |
| I need to know                                       | 15-08-1999            | 13-11-1999            | tip6            | -            |                             |
| You sang to me                                       | 1999                  | 08-07-2000            | 6               | 21           | Nr. 6 in de Radio 2 Top 30  |
| Tragedy                                              | 08-10-2001            | 17-11-2001            | tip5            | -            |                             |
| I've got you                                         | 2002                  | 03-08-2002            | 32              | 9            | Nr. 16 in de Radio 2 Top 30 |
| Rain over me                                         | 28-09-2011            | 06-08-2011            | 8               | 19           | met Pitbull                 |
| La gozadera                                          | 01-05-2015            | 08-08-2015            | tip55           | -            | met Gente de Zona           |

- Bibsys: 2004674
- Biblioteca Nacional de Chile: 000819713
- Biblioteca Nacional de España: XX1792749
- Bibliothèque nationale de France: cb14026731s (data)
- Gemeinsame Normdatei: 134315723
- International Standard Name Identifier: 0000 0001 1590 2582
- Library of Congress Control Number: n92037305
- MusicBrainz: 25607613-aceb-445a-8519-83a2ee0f8402
- Nationale Bibliotheek van Tsjechië: xx0012141
- Nationale Bibliotheek van Israël: 987007342533805171
- Nationale Bibliotheek van Polen: a0000001285468
- Nederlandse Thesaurus van Auteursnamen: 243005539
- Istituto Centrale per il Catalogo Unico: MODV649633
- SNAC: w6rk9sf8
- Système universitaire de documentation: 166478504
- Virtual International Authority File: 6587053